# Textilfabrik J. Caspar Troost

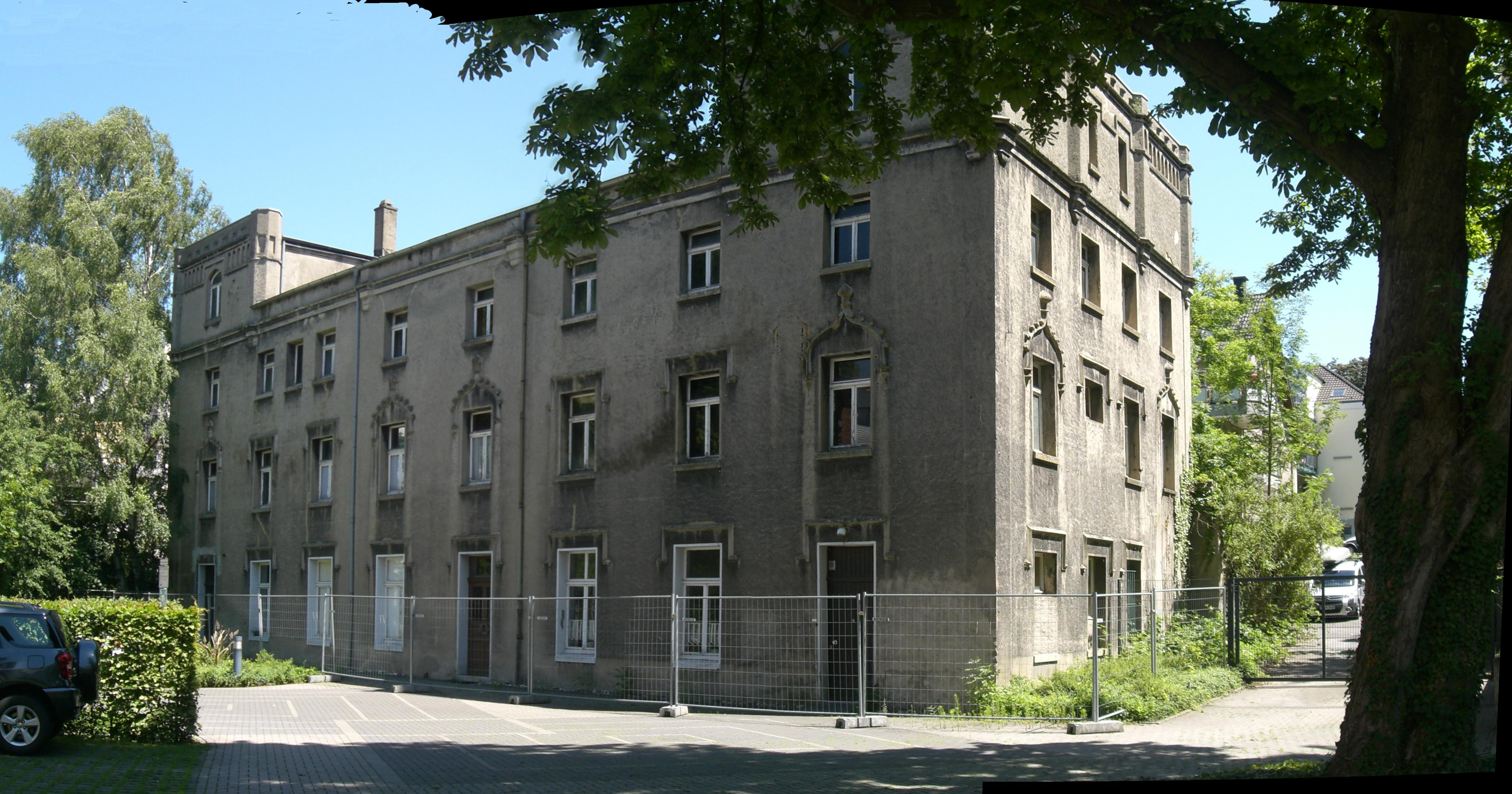
Teil der Fabrik im Tudorstil

Am 18. Februar 1791 gründete Johann Caspar Troost eine Baumwollspinnerei in Mülheim. Die daraus entstandene Textilfabrik existiert nicht mehr und die noch vorhandenen Gebäude stehen leer. Trotz Denkmalschutz sind sie vom Verfall bedroht.

## Geschichte

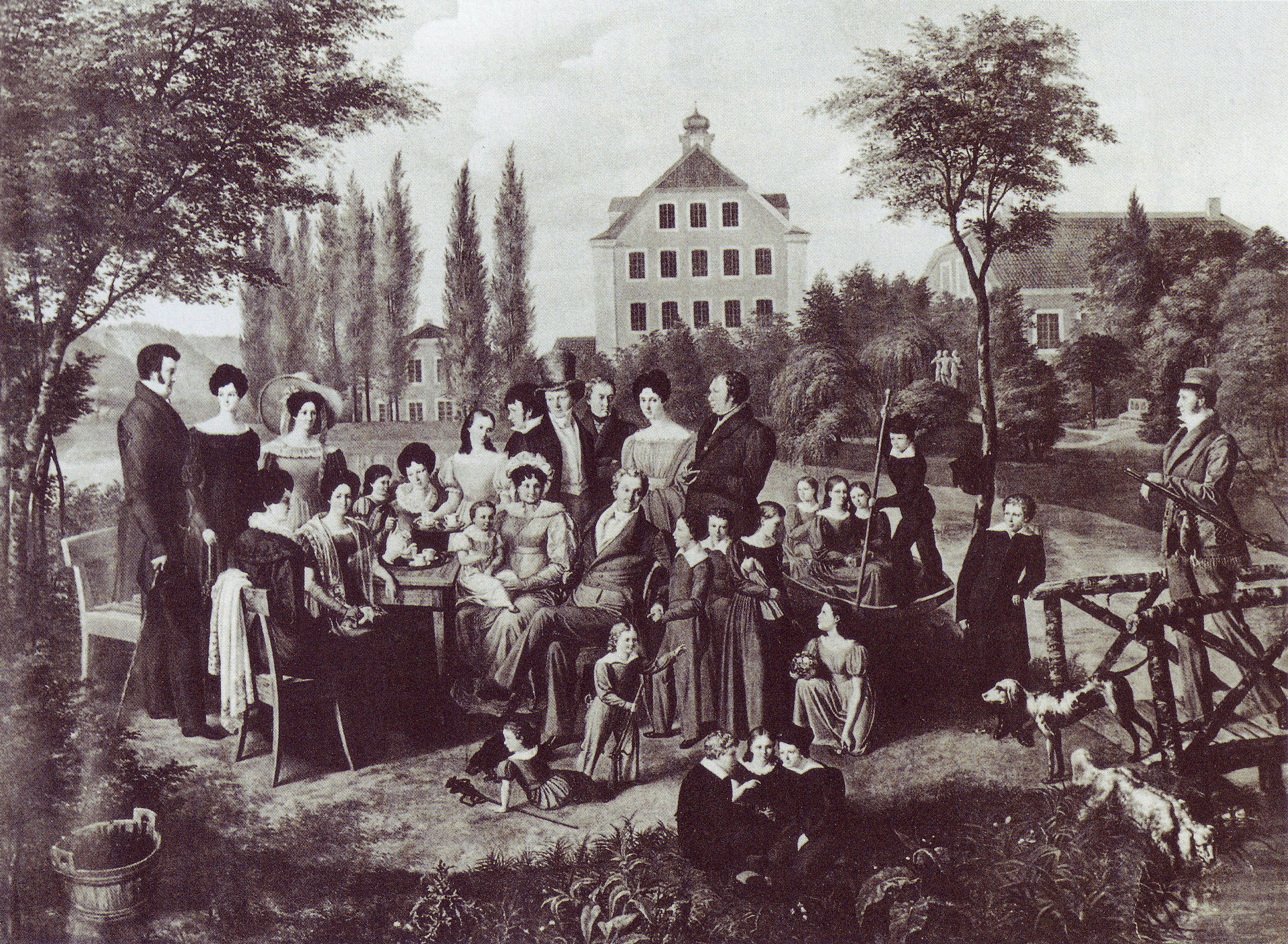
Familie Troost auf einem Ölgemälde von 1828 mit der Spinnerei im Hintergrund

1790 beantragte J. C. Troost die Rechte zur Errichtung einer Spinnerei. Nach anfänglichen Widerstand des direkten Konkurrenten Johann Gottfried Brügelmann aus Ratingen sowie anderen Mühlenbetreibern an der Ruhr erteilte Maria Louise Albertina Landgräfin zu Hessen-Darmstadt die Konzession. Mit der Schaffung neuer Arbeitsplätze in der damals wirtschaftlich schwierigen Zeit wollte sie soziale Unruhen verhindern. Troost wurde verpflichtet, Rücksicht auf die anderen Mühlen, zum Beispiel die Broicher Korn- und Papiermühle zu nehmen.
Troost errichtete in dem nach der Landgräfin benannten Luisental zunächst das Spinnereigebäude. Die fünfzehn Spinnmaschinen, nach einer Erfindung des Engländers Richard Arkwright gebaut, waren mit die modernsten im Rheinland. Die für den Betrieb der Waterframe genannten Spinnräder benötigte Wasserkraft wurde mittels eines Kanals von der Ruhr herangeführt. 
Trotz jahrelanger Auseinandersetzungen um die Wassernutzung und Schwierigkeiten durch den schwankenden Wasserpegel in der Ruhr war die Spinnerei wirtschaftlich erfolgreich. Die Söhne Johann Caspar jr. und Ferdinand erweiterten die Textilfabrik, 1817 wurde eine Weberei, später auch eine Textildruckerei errichtet. Ab 1825 modernisierte man die Maschinen und ersetzte den Antrieb durch Dampfmaschinen.
Legendär, aber unbelegt ist ein Ausspruch der Söhne nach deren Englandbesuch zu ihrem Vater: „Lieber alter Herr, verbrenne deine Maschinen und lass dir englische bauen“.
Nach dem Tode des Firmengründers 1830 wurde die Fabrik zunächst von beiden Söhnen weitergeführt, nach dem Tode Ferdinands von Johann Caspar jr. alleine. Nach dessen Tod 1849 wurde der Betrieb aufgeteilt. 
Die Weberei existierte von 1856 bis 1875 als „Luisenthaler Actien-Gesellschaft für Druckerei, Weberei und Spinnerei“ mit circa 250 Webstühlen und 650 Beschäftigten und mit weiteren Eigentümerwechseln bis 1894 weiter. Danach wurde sie von C. Roesch u. Co. aufgekauft. 
Die Spinnerei mit circa 250 Beschäftigten wechselte ebenfalls mehrfach den Eigentümer und kam später auch zu Roesch und Co., wobei der Teil mit Woll- und Baumwollspinnerei wegen mangelnder Nachfrage eingestellt wurde.
Insgesamt erlebte die Fabrik in der zweiten Hälfte des 19. Jahrhunderts einen wirtschaftlichen Niedergang.

## Arbeiter
Die Spinnerei wurde mit wenigen Fachkräften und vielen Kindern als Zuarbeiter betrieben, in der Anfangszeit waren das 40 bis 50 Mädchen im Alter von 10 bis 13 Jahren. Die Kinderarbeit betrug täglich 10 bis 12 Stunden, dabei waren sie extremem Lärm und Staub ausgesetzt. 
1800 hatte die Fabrik insgesamt circa 150 bis 200 Beschäftigte, mit der Weberei wurden es circa 300. Zu den Beschäftigten zählte Philipp Karl Friedrich Kaulbach, der Vater des Malers Wilhelm von Kaulbach, der 1816 in der Fabrik eine Anstellung als Graveur fand.
Ab 1841 gab es für die in der Fabrik arbeitenden Kinder eine eigene Fabrikschule gemäß dem preußischen Kinderschutzgesetz von 1839. Mit zunehmender Verschärfung dieses Gesetzes (das Mindestalter für die Beschäftigung und die Anzahl der Pflichtschulstunden stiegen im Laufe der Jahre an) wurden immer weniger beziehungsweise immer ältere Kinder zur Arbeit herangezogen. 
1846 war die Troost'sche Textilfabrik in ihrer wirtschaftlichen Hochzeit mit über 1200 Beschäftigten der größte Arbeitgeber in Mülheim.

## Heutiger Zustand

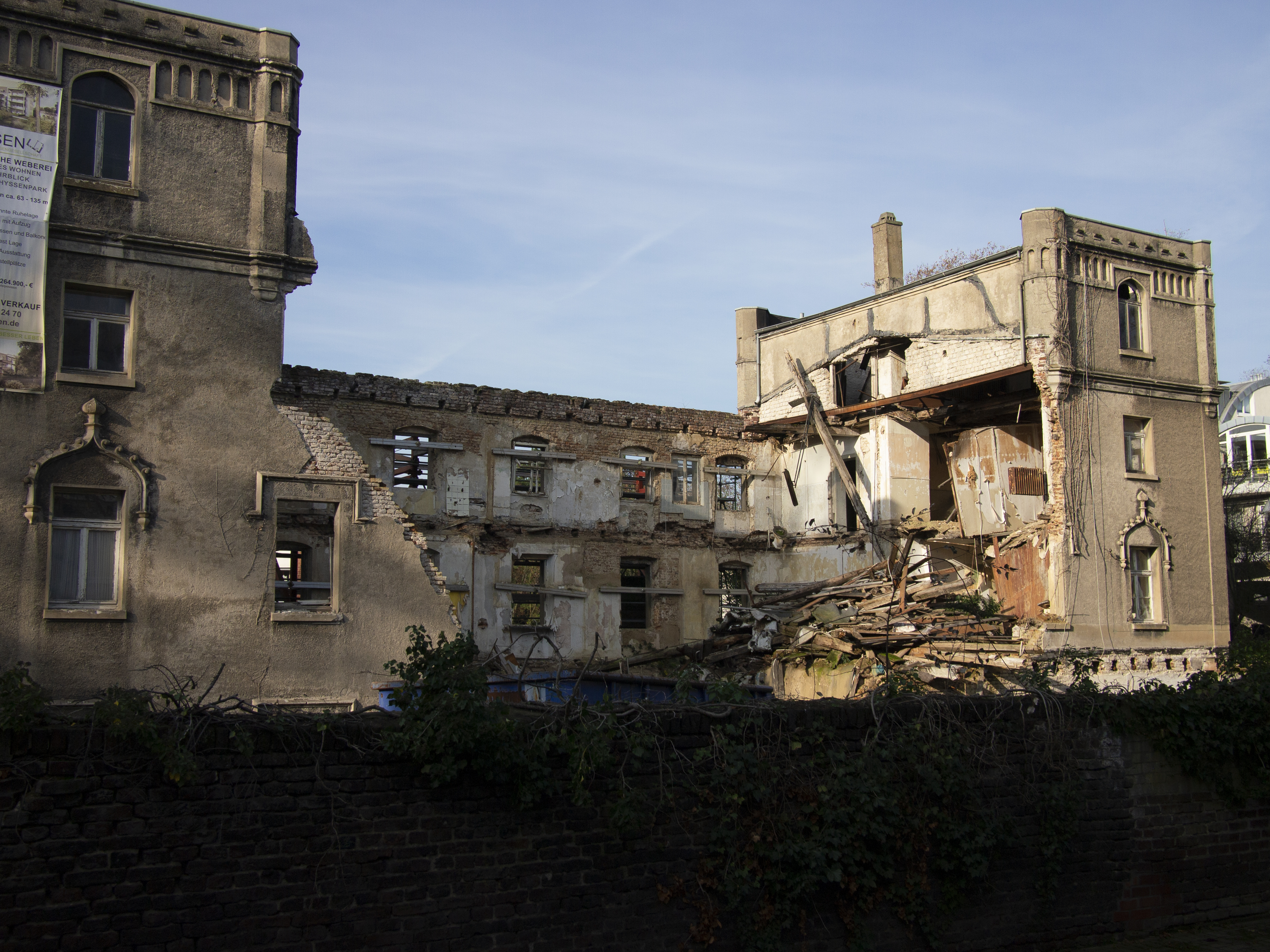
Zustand im November 2020

Die noch vorhandenen Troost’schen Firmengebäude (Weberei, Tudorhaus, Kutscherhaus) stehen leer und unter Denkmalschutz. Das Mühlengebäude existiert nicht mehr, der ehemalige Fabrikkanal ist noch als Thyssenteich erkennbar. 

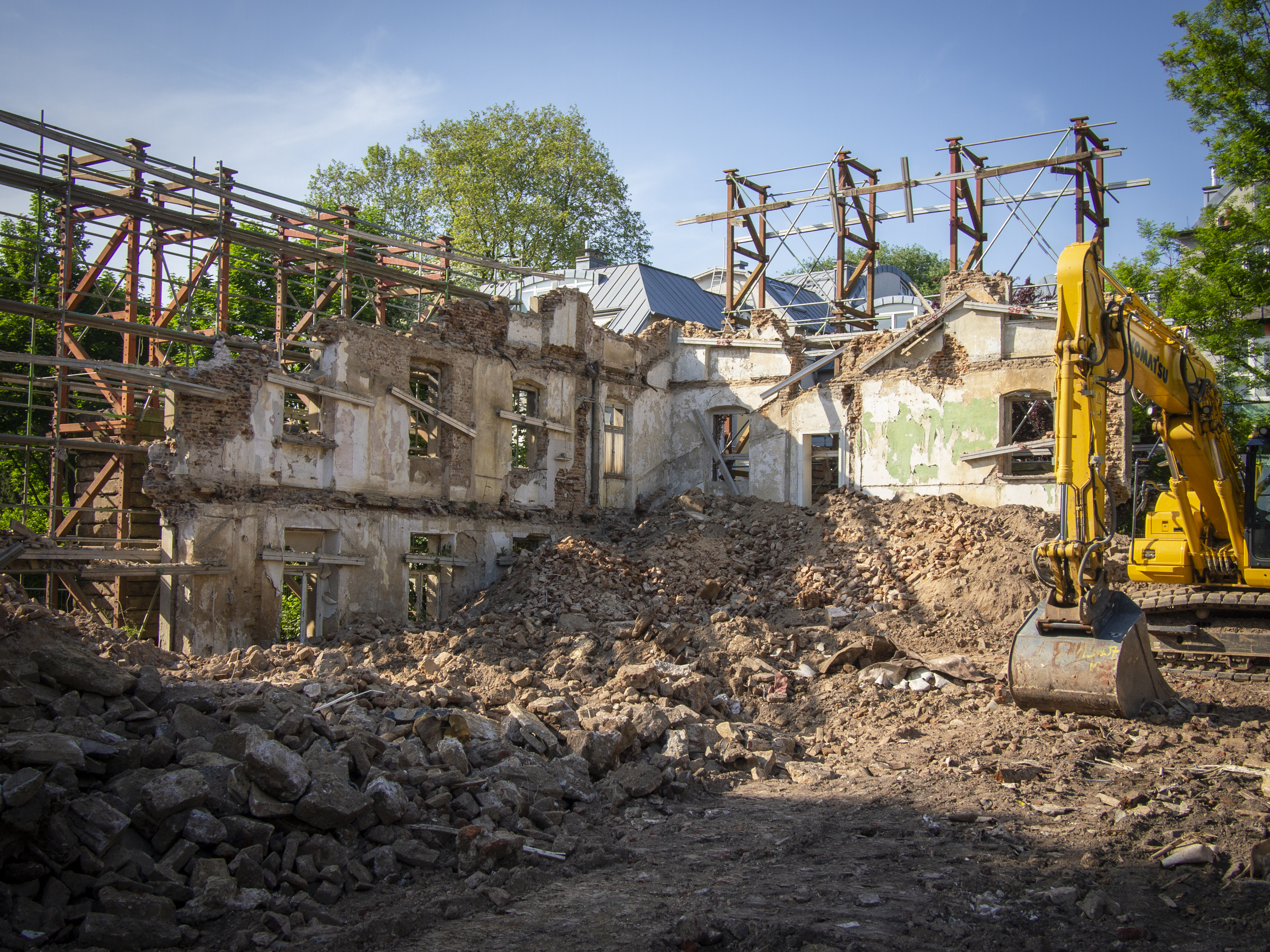
Zustand im Mai 2023

 Der aktuelle Eigentümer, die August-Thyssen-Stiftung und die zuständigen Behörden (das LVR-Amt für Denkmalpflege im Rheinland als Untere, die Bezirksregierung als Obere und das Ministerium als Oberste Denkmalbehörde) liegen seit mehreren Jahren im Streit ob und welche Nachnutzung wirtschaftlich machbar ist. Die Stiftung hat Antrag auf Abriss gestellt und unterlässt die Instandhaltung der Gebäude. Die Stadt Mülheim hat eine Ordnungsverfügung mit Androhung von 50.000 Euro Zwangsgeld und einer 18-monatigen Frist zur Wiederherstellung des Baudenkmals gemäß § 27 des Denkmalschutzgesetzes erfasst. Gegen diese Verfügung hat die August-Thyssen-Stiftung Klage eingereicht.

## Weitere Quellen
- Sachstandsbericht der Denkmalbehörde auf Antrag der MBI, 4. Februar 2011 (PDF; 47 kB)
- VHS Mülheim zur Trooststraße
- Gemeinsame Resolution der Fraktionen von SPD, MBI, Bündnis 90/Die Grünen, WIR-Linke aus Mülheim und der Stadtverordneten Gabriele Rosinski vom 28. Februar 2011, abgerufen am 19. Juni 2011 von den Internetseiten der SPD-Fraktion